# Jacob Amsler-Laffon
Jacob Amsler-Laffon (també escrit Jakob) (1823-1912) va ser un matemàtic i industrial suís.

## Vida i Obra
Amsler va anar a l'escola de la seva ciutat fins al 1843 en què va anar a estudiar teologia a les universitats de Jena i de Königsberg. En aquesta darrera es va trobar com a professor a Franz Neumann i això el va convèncer per dedicar-se a la física i les matemàtiques. Es va doctorar el 1848 i el mateix any va tornar a Suïssa.
El 1851 va ser nomenat professor ajudant de la universitat de Zúric, però va preferir un lloc de professor de matemàtiques al institut de Schaffhausen. En aquesta ciutat va fundar una fàbrica dedicada a la construcció d'instruments de precisió. El 1854 es va casar amb Elise Laffon i va canviar el seu cognom, Amsler, per Amsler-Laffon. Curiosament, els seus fills sempre van ser coneguts com a Amsler, i no Amsler-Laffon. El seu fill més gran, Alfred, també va ser un matemàtic reconegut i impulsor de l'empresa familiar. La empresa es va acabar venent el 1982 a la família Roell, propietaris del actual grup Zwick/Roell.
Amsler (o Amsler-Laffon) és conegut per haver inventat el planímetre i haver-lo construït com un instrument operatiu el 1854. A partir de 1868, també va començar a construir uns instruments coneguts com a integradors que permetien conèixer els moments d'inèrcia i d'estàtica al mateix temps que calculava l'àrea d'una superfície tancada per una corba irregular. Aquest invent va significar una revolució pels constructors de vaixells.